# Феървю (Юта)
Феървю (на английски: Fairview) е град в окръг Санпит, щата Юта, САЩ. Феървю е с население от 1160 жители (2000) и обща площ от 3,2 km². Намира се на 1813 m надморска височина. ЗИП кодът му е 84629, а телефонният му код е 435.